# Jerod Mayo
Pour les articles homonymes, voir Mayo.
(en) Statistiques sur pro-football-reference
Jerod Mayo, né le 23 février 1986 à Hampton (Virginie), est un américain, entraîneur et joueur professionnel de football américain
Il joue au poste de linebacker, au niveau universitaire pour les Volunteers du Tennessee (2004-2007) et au niveau professionnel pour la franchise des Patriots de la Nouvelle-Angleterre (2008-2015).
Étudiant à l'université du Tennessee, il y était considéré comme un des meilleurs du pays à son poste. En 2007, il comptabilise le plus grand nombre de placages (140) de la Southeastern Conference.
Il est sélectionné en 10e choix global lors du premier tour de la draft 2008 de la NFL par les Patriots de la Nouvelle-Angleterre. Il est élu meilleur joueur défensif débutant (rookie) NFL de l'année en 2008 par l'Associated Press à la suite d'un vote quasi unanime puisqu'il y obtient 49 des 50 voix possibles. Il termine la saison avec 128 placages.
Il officie comme entraîneur des inside linebackers chez les Patriots dès la saison 2019.
À la suite du renvoi de Bill Belichick, Jerod Mayo devient le nouvel entraîneur principal des Patriots en janvier 2024. Les Patriots finissent la saison avec un bilan de 4 victoires pour 13 défaites et Mayo est licencié.